# 佩魯茨冰川
67°36′S 66°33′W / 67.600°S 66.550°W
佩魯茨冰川是南極洲的冰川，位於葛拉漢地的法利埃海岸，長18公里、寬3.7公里，最終在湯姆森角以東注入布喬亞灣，現時由南極條約體系管理。